# Pavol Hudcovský
Pavol Hudcovský (* 22. května 1945) je bývalý československý fotbalista.

## Fotbalová kariéra
V československé lize hrál za Jednotu Trenčín a Spartu Praha. Nastoupil ve 49 ligových utkáních. Gól v lize nedal. Je mistrem Československa z roku 1967 se Spartou Praha. Dále hrál i za TJ Gottwaldov a Duklu Banská Bystrica.

## Ligová bilance
| Ročník                                   | Zápasy | Góly | Klub            |
| ---------------------------------------- | ------ | ---- | --------------- |
| 1. československá fotbalová liga 1963/64 | 2      | 0    | Jednota Trenčín |
| 1. československá fotbalová liga 1964/65 | 5      | 0    | Jednota Trenčín |
| 1. československá fotbalová liga 1965/66 | 19     | 0    | Sparta Praha    |
| 1. československá fotbalová liga 1966/67 | 8      | 0    | Sparta Praha    |
| 1. československá fotbalová liga 1967/68 | 2      | 0    | Sparta Praha    |
| 1. československá fotbalová liga 1968/69 | 1      | 0    | Sparta Praha    |
| 1. československá fotbalová liga 1969/70 | 12     | 0    | Sparta Praha    |
| CELKEM                                   | 49     | 0    |                 |